# Крістіна Брум
Крістіна Брум (уроджена Лівінгстон; 28 грудня 1862 — 5 червня 1939) — шотландська фотографка, яку вважають першою пресфотографкою у Великій Британії.

## Історія
Батьки Брум були шотландцями, хоча вона народилася в Челсі, Лондон, сьомою з восьми дітей. Її батьком був Александр Лівінгстон (1812—1875), швець, а мати Маргарет Фейр (1826—1884). Вона вийшла заміж за Альберта Едварда Брума (1864—1912) у 1889 році. У них народилася дочка Вініфред Маргарет, яка народилася 7 серпня 1890 року в їхньому будинку у Фулемі. У 1903 р., після провалу сімейного ковальського бізнесу та інших ділових починань, частково через травму Альберта, який був поранений в матчі з крикету і пошкодив кістку в гомілці, яка не зажила, вони відкрили магазин канцтоварів у Стрітхемі, який теж збанкрутував.
Потребуючи джерела доходу, Брум запозичила фотокамеру і навчила себе азам фотографії. Вона встановила кіоск у Royal Mews біля Букінгемського палацу, продаючи листівки фотографій, які вона зробила. Вона підтримувала цей кіоск з 1904 р. до 1930 р.
Коли сім'я переїхала на проспект Бернфут, вона використовувала вугільний льох як свою лабораторію. Їй допомагала Вініфред, її дочка, яка залишила школу, щоб допомогти матері; Підписи до листівок писав Альберт своїм каліграфічним почерком. Листівки добре продавалися: за одну нічну сесію Брум друкувала 1000 штук.
Брум була офіційним фотографом Палацової Дивізії з 1904 по 1939 рік і мала власну лабораторію в казармі Челсі; вона також багато фотографувала околиці, в тому числі й в палаці, а також Перегони човнів Оксфорд — Кембридж і суфражистські марші. Невідомо, чи вона підтримувала вимогу виборчого права для жінок, можливо, Брум знімала марші, бо бачила історичну важливість цих подій, а не, бо поділяла їх погляди. Вона зробила фотографії Жіночої неділі 1908 року і масовий марш 23 липня 1910 р., коли зібралося 10 000 жінок, а також 26 липня 1913 р. коли жінки-паломниці йшли від Карлайла до Лондона, щоб підтримати поміркованих суфражисток. Брум фотографувала суфражисток на заходах та маршах та робила неформальні кадри протягом всієї протестної кампанії.
Альберт помер у 1912 році, а Крістіна та Вініфред переїхали на Манстер-роуд, Фулхем. Брум взяла професійне ім'я пані Альберт Брум. Крістіна та Вініфред продовжували фотографувати визначні будівлі та людей у неформальних та офіційних сценах на відкритому повітрі, рідкісне видовище, враховуючи кількість необхідного обладнання. На здоров'я Брум вплинув сильний біль в хребті, і Вінні доводилося іноді возити її на інвалідному візку до казарми, щоб вона могла робити свою роботу.
У 1920–1930-х роках її роботи були представлені в таких публікаціях, як Daily Sketch, Illustrated London News, The Tatler, The Sphere та Country Life. Вона фотографувала королівських коней, події та повсякденне життя на додаток до своїх офіційних робіт в рамках королівського репортажу.
Крістіна та Вініфред самі були сфотографовані на прийнятті у мерії Фулхема в 1934 році, та на Перегонах човнів Оксфорд — Кембридж у 1936 році. Востаннє Брум була сфотографована на відпочинку під час риболовлі в Марґейті незадовго до смерті.

## Смерть і спадщина
Брум померла 5 червня 1939 року, її поховали на старому кладовищі Фулема. Вініфред зіграла важливу роль у збереженні негативів Крістіни, передавши їх до державних установ. Королева Марія, сама фотографка, казала, що вони важливі «для нащадків, які зможуть піти, і подивитися на зображення, коли матимуть вільний час».
За 36 років роботи Брум зробила загалом 40 000 зображень.
Колекції фотографій Брум розміщуються в Лондонському музеї, Національній портретній галереї, Імперському воєнному музеї, Національному музеї Шотландії, Королівському морському музеї, Музеї гвардії, Бібліотеці краєзнавчих досліджень Челсі та Королівського округу Кенсінгтона; Архіві Хаммерсміта та Фулема та Музеї національної армії; Галереї мистецтв Мейдстон; Центрі Гаррі Ренсома та колекції Гернсгейма Техаського університету в Остіні, штат Техас, США.
Частина її робіт була виставлена в Національній портретній галереї в 1994 році в рамках виставки Edwardian Women Photographers.
17 грудня 2009 року колекція з близько 2000 її фотографій, переважно військової тематики, мала бути виставлена на продаж на аукціоні в лондонському Sotheby's. Очікувалось, що колекція коштуватиме до 35 000 фунтів стерлінгів. Її не вдалося продати та вона опинилася в Лондонському музеї. У червні 2015 року музей відкрив виставку її фотографій Soldiers and Suffragettes. Коментатори відзначили якість зображень надрукованих на оригінальних пластинах, як свідчення того що Крістіна Брум була сміливою фотографкою-самоучкою.
У Бірмінгемському університеті згадується робота Брум в рамках ретроспективи 2017 року про Кете Бухлер, німецьку фотографку, яка фіксувала життя в тилу під час Першої світової війни.

## Визнання медіа
Брум фігурувала в документальному фільмі BBC Four Britain in Focus: A Photographic History, серія 2.

## Галерея

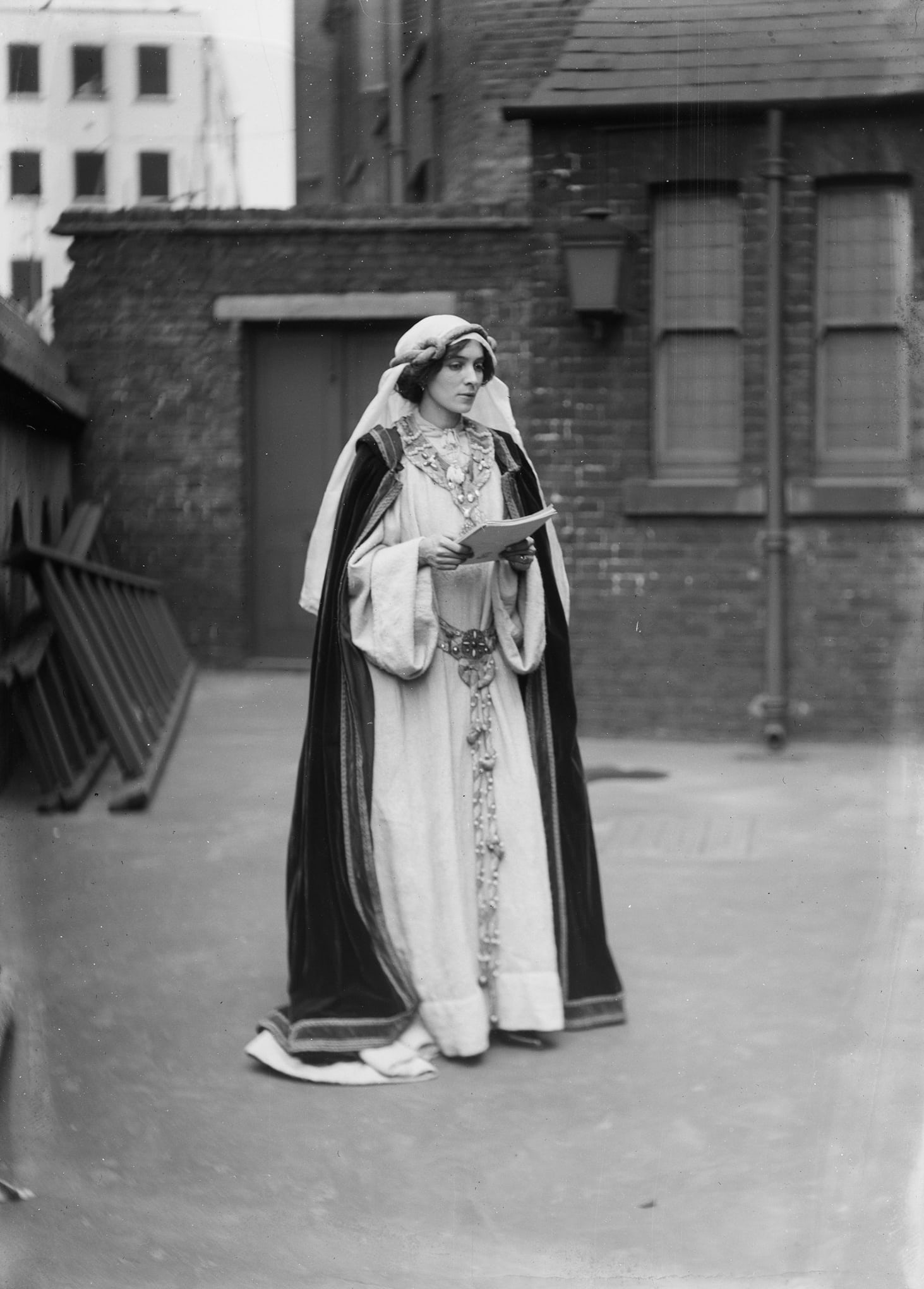
Суфражистка в костюмі (1909)
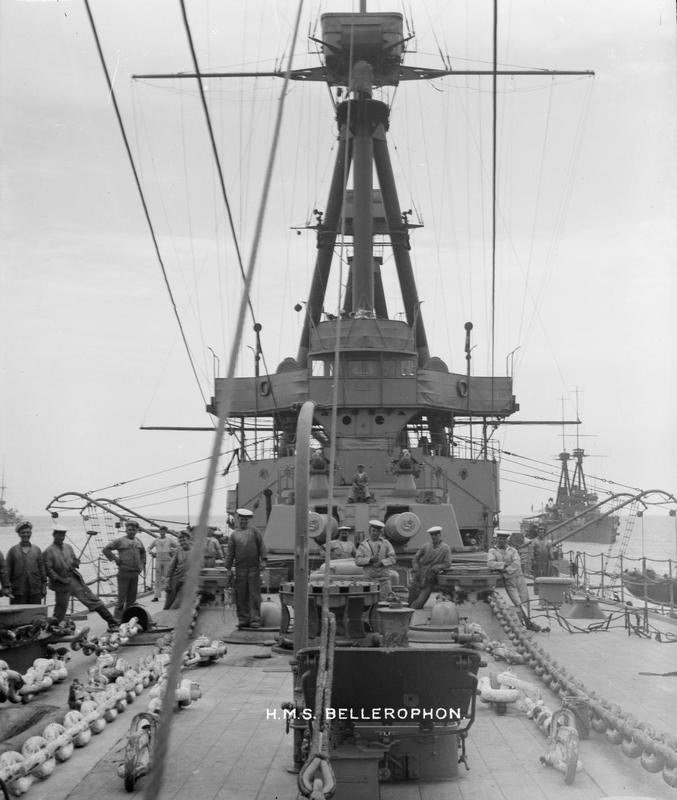
HMS Bellerophon
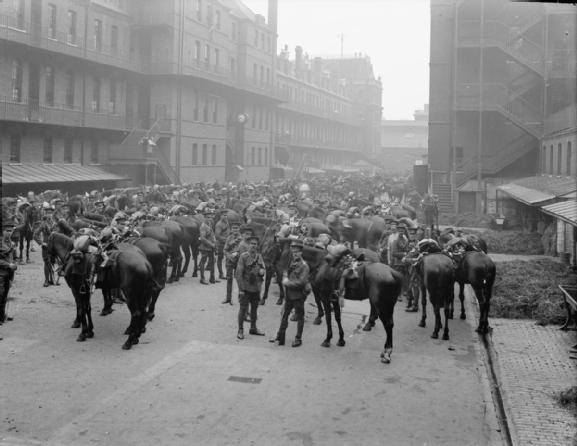
Лейб-гвардія (1914)
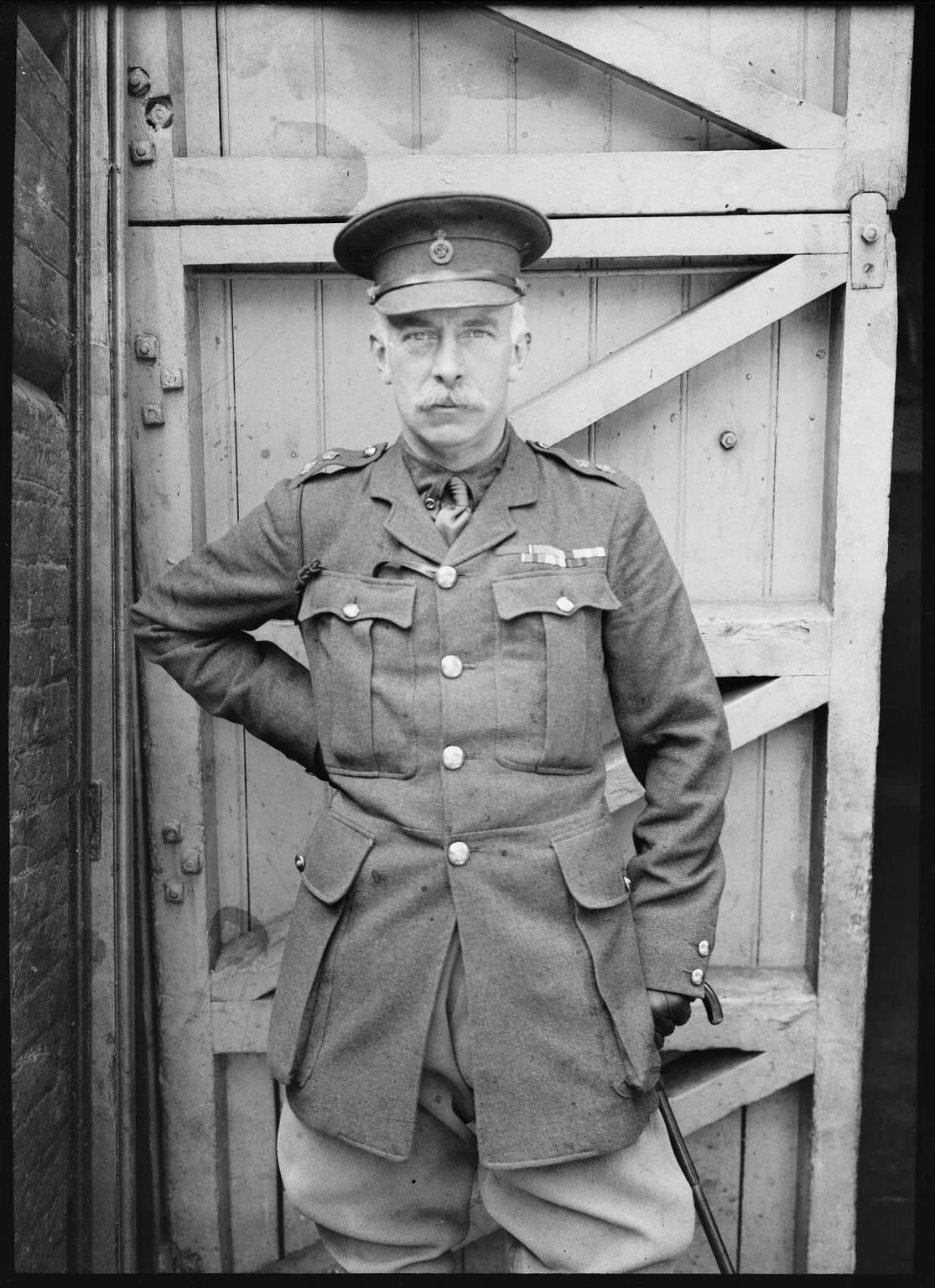
Адольф Кембриджський

## Подальше читання
- Atkinson, D., Mrs Broom's Suffragette Photographs (1990) (англійською)
- Inselmann, A. (ed.), A Second Look (1993) (англійською)